# Aspidorhynchus
Aspidorhynchus es un género extinto de pez actinopterigio que existió durante los períodos Jurásico y Cretácico. Se han encontrado sus fósiles en Europa y la Antártida.

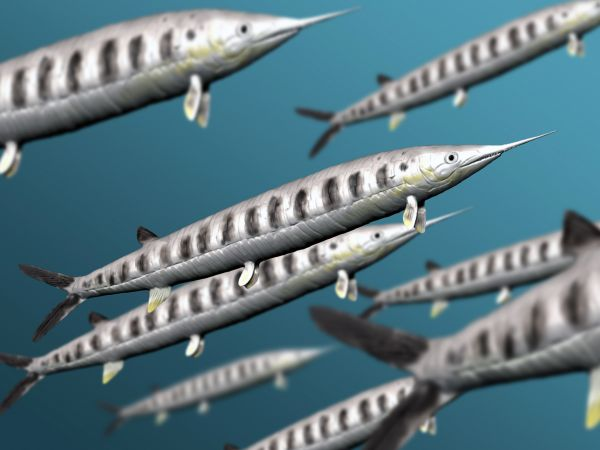
Restauración

## Descripción
Aspidorhynchus era un pez esbelto y un nadador rápido, de unos 60 cm de longitud. Poseía dientes alineados a lo largo de sus mandíbulas alargadas. También tenía escamas pesadas y una cola simétrica. El maxilar era más larga que la mandíbula, terminando en un pico sin dientes. Aunque superficialmente se parezca a los actuales Lepisosteus, su pariente vivo más cercano es la Amia calva.

### Ecología
El contenido intestinal hallado en los fósiles muestran evidencias de que principalmente comían pescado, aunque se conoce uno en cuyo contenido intestinal se encuentra material perteneciente al reptil Homoeosaurus.

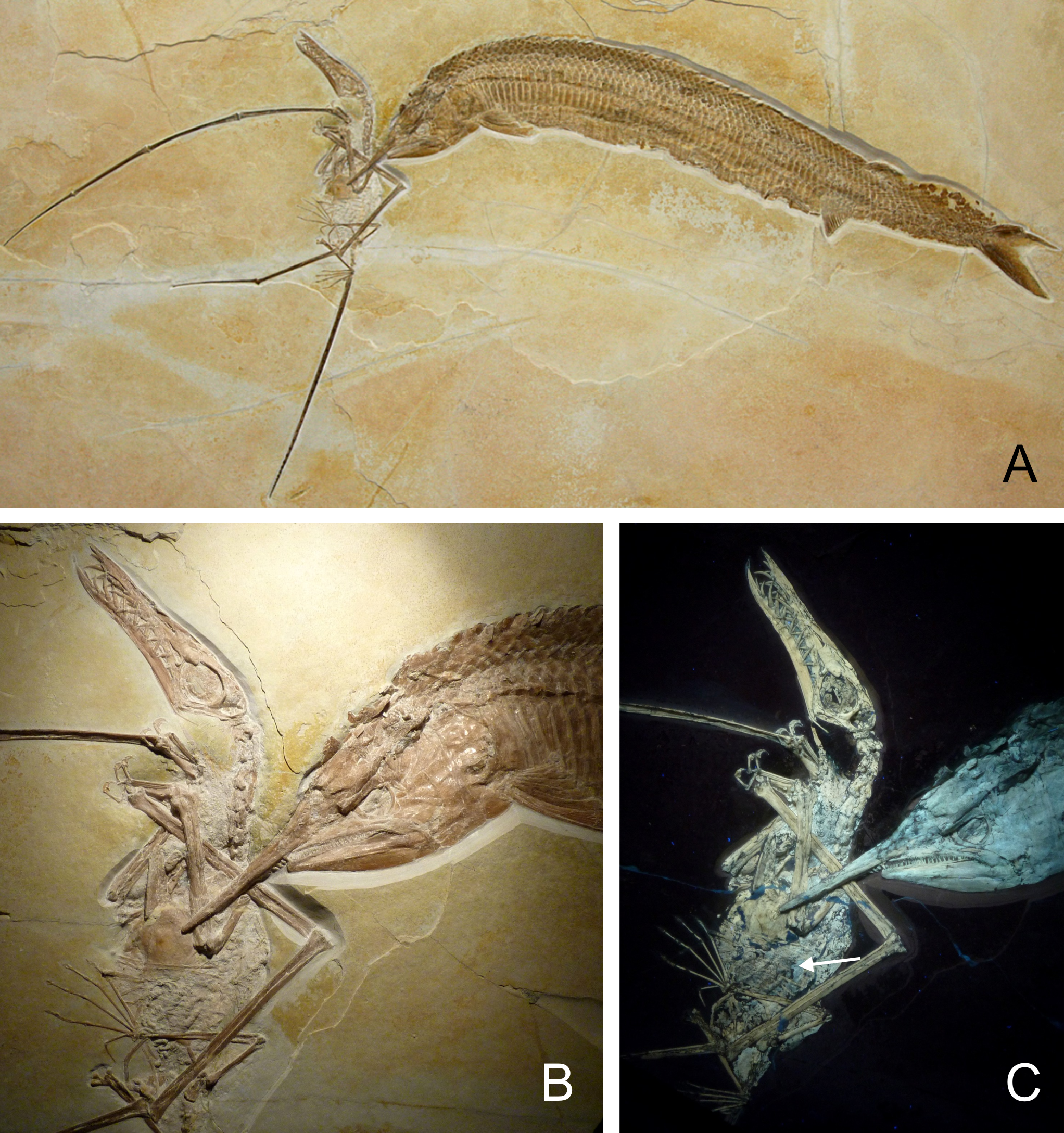
Fossil WDC CSG 255, incluye un Rhamphorhynchus con un pez Leptolepides atrapado en su faringe y atrapado en las fauces de un Aspidorhynchus

Los fósiles de Rhamphorhynchus suelen encontrarse en las mismas formaciones de caliza que Aspidorhynchus. Se ha encontrado un fósil en el que un Aspidorhynchus atravesaba con sus mandíbulas las alas de uno de estos pterosaurios. El Rhamphorhynchus tenía además un pequeño pez, posiblemente un Leptolepides, en su garganta, por lo que se considera que el fósil (WDC CSG 255), puede representar dos niveles de depredación. Una descripción del 2012 del fósil propuso que el Rhamphorhynchus había capturado un Leptolepides mientras volaba bajo sobre una masa de agua. Mientras el Leptolepides era tragado, un gran Aspidorhynchus le habría atacado desde debajo del agua,  perforándole la membrana del ala izquierda con su pico. Los dientes del hocico del pez quedaron atrapados en el tejido fibroso de dicha membrana. El Rhamphorhynchus se fosilizó en una posición distorsionada debido a los esfuerzos realizados por el Aspidorhynchus para liberarse. El encuentro resultó mortal para ambos animales al hundirse los dos en las capas de agua más profundas y anóxicas.